# Macroglenes chalybeus
Macroglenes chalybeus är en stekelart som först beskrevs av Alexander Henry Haliday 1833.  Macroglenes chalybeus ingår i släktet Macroglenes och familjen puppglanssteklar. Arten är reproducerande i Sverige. Inga underarter finns listade i Catalogue of Life.